# Carlos Vermut
Carlos López del Rey (Madrid, 1980) es un director de cine, guionista, historietista y productor español.

## Biografía
Carlos Vermut estudió Ilustración en la Escuela de Arte Número Diez de Madrid, empezando a hacer sus primeros trabajos como ilustrador en El Mundo. Tras ganar el premio Injuve de cómic en el 2006, publicó su primer cómic en solitario, El banyán rojo, que obtuvo cuatro nominaciones en el 25.º Salón Internacional del Cómic de Barcelona. 
En los años posteriores completó Psicosoda, un recopilatorio de historias cortas y Plutón BRB Nero, la venganza de Maripili, cómic basado en la serie de televisión homónima de Álex de la Iglesia.
En 2008, trabajó como creador de la serie de televisión Jelly Jamm, de TVE. Al año siguiente, ganó la VII edición del Notodofilmfest con su cortometraje Maquetas, el cual fue muy bien recibido por la crítica. Ese mismo año realizó su segundo cortometraje: Michirones. 
Posteriormente en el 2010 comenzó a escribir el guion de su primer largometraje, Diamond flash. Envió el guion a varias productoras y tras no recibir respuesta alguna, en 2011 creó la productora Psicosoda Films y lanzó Diamond flash de manera independiente. La película se costeó con el dinero que Carlos Vermut ganó por los derechos de explotación de la serie Jelly Jamm. La película se estrenó directamente en línea el 8 de junio en la plataforma de cine en línea Filmin. El mismo día del estreno fue trending topic en España y fue la película más vista en el portal de cine en línea durante dos semanas. El estreno de su ópera prima en sala fue en el Festival de Cine de Albacete Abycine. Diamond flash tuvo una gran acogida por la crítica, y la revista Caimán, cuadernos de cine la eligió como una de las dos mejores películas españolas de 2012, junto a Blancanieves de Pablo Berger.
En 2012 escribe y dirige el cortometraje de humor negro Don Pepe Popi con los humoristas Venga Monjas como protagonistas y publica Cosmic Dragon, cómic donde se homenajea y se da una vuelta de tuerca a la serie japonesa Dragon Ball, de la cual Vermut se ha confesado en varias ocasiones gran seguidor.
Su segundo largometraje, Magical Girl, un thriller con las series de género Magical Girl como trasfondo, se estrenó en el Festival Internacional de Cine de Toronto en septiembre de 2014 y fue presentado el mismo mes en la selección oficial del Festival de Cine de San Sebastián. En la película, Luis (Luis Bermejo), profesor de literatura en paro, tratará de hacer realidad el último deseo de Alicia (Lucía Pollán), su hija de 12 años, enferma de un cáncer terminal: poseer el vestido oficial de la serie de dibujos animados Mágical Girl Yukiko. El elevado precio del vestido hará que Luis se adentre en una insólita y oscura cadena de chantajes que involucrarán a Damián (José Sacristán) y Bárbara (Bárbara Lennie). La película está producida por Aquí y Allí Films y cuenta con un presupuesto de medio millón de euros.
En 2017, de la mano de la productora Apache Films, rodó Quién te cantará, protagonizada por Najwa Nimri y Eva Llorach, estrenada en el Festival Internacional de Cine de Toronto 2018 y participando posteriormente en la selección oficial del Festival de Cine de San Sebastián.
En 2022, producción de Aquí y Allí Films y Bteam Prods, estrena nuevamente en el Festival Internacional de Cine de Toronto su cuarto largometraje, Mantícora, con Nacho Sánchez y Zoe Stein al frente del reparto, programada después su proyección fuera de competición en el Festival Internacional de Cine de Sitges.

## Acusaciones de agresión sexual
El 26 de enero de 2024 el periódico El País publicó una investigación en la que tres mujeres anónimas acusaban al director de agresiones sexuales. Las tres mujeres, supuestamente relacionadas con el mundo del cine y mantenidas en el anonimato a petición de las mismas, alegaban haber sido víctimas de relaciones sexuales violentas y no consentidas entre mayo de 2014 y febrero de 2022. Vermut respondió alegando falta de conciencia de haber ejercido violencia sexual, e insistiendo en que las relaciones fueron siempre consensuadas. Un mes más tarde el mismo periódico publicó los testimonios de otras tres mujeres que también afirmaron haber sido sometidas a relaciones sexuales violentas y no consentidas por parte de Vermut.
En un comunicado conjunto firmado con su abogada Guadalupe Sánchez, tras siete meses de aquellas declaraciones de seis mujeres, que de forma anónima le acusaron a través de varios reportajes en El País de ser un presunto agresor sexual, Vermut anuncia medidas legales por injurias y calumnias.

## Filmografía

### Largometrajes
| Año/s | Título           | Productora        |
| ----- | ---------------- | ----------------- |
| 2011  | Diamond flash    | Psicosoda Films   |
| 2014  | Magical girl     | Aquí y allí Films |
| 2018  | Quién te cantará | Apache Films      |
| 2022  | Mantícora        | Aquí y allí Films |

### Cortometrajes
| Año/s | Título        | Productora      |
| ----- | ------------- | --------------- |
| 2009  | Maquetas      | Psicosoda Films |
| 2009  | Michirones    | Psicosoda Films |
| 2012  | Don Pepe Popi | Psicosoda Films |

## Historietística
| Año/s | Título                                    | Tipo       | Editorial |
| ----- | ----------------------------------------- | ---------- | --------- |
| 2006  | El banyán rojo                            | Álbum      | Dibbuks   |
| 2007  | Psicosoda                                 | Álbum      | Dibbuks   |
| 2009  | Plutón BRB Nero: La venganza de Mari Pili | Álbum      | Astiberri |
| 2012  | Cosmic Dragon                             | Comic book | ¡Caramba! |

## Premios y nominaciones
Premios Goya
| Año  | Categoría            | Película     | Resultado |
| ---- | -------------------- | ------------ | --------- |
| 2015 | Mejor director       | Magical girl | Nominado  |
| 2015 | Mejor guion original | Magical girl | Nominado  |
| 2023 | Mejor director       | Mantícora    | Nominado  |
| 2023 | Mejor guion original | Mantícora    | Nominado  |

Festival Internacional de Cine de San Sebastián
| Año  | Categoría                         | Película         | Resultado |
| ---- | --------------------------------- | ---------------- | --------- |
| 2014 | Concha de Oro                     | Magical girl     | Ganador   |
| 2014 | Concha de Plata al mejor director | Magical girl     | Ganador   |
| 2018 | Premio FEROZ Zinemaldia           | Quién te cantará | Ganador   |

Premios Feroz
| Año  | Categoría            | Película         | Resultado |
| ---- | -------------------- | ---------------- | --------- |
| 2015 | Mejor director       | Magical girl     | Nominado  |
| 2015 | Mejor guion original | Magical girl     | Nominado  |
| 2018 | Mejor director       | Quién te cantará | Nominado  |
| 2018 | Mejor guion          | Quién te cantará | Nominado  |

- Premio del público 2014 en el Festival de Cine de Alcalá de Henares por Magical Girl[12]